# Operatives Alpha
Das Operative Alpha ist eine Kennzahl im Rahmen des Konzeptes indexierte operative Leistungsmessung. Das Operative Alpha ist die Differenz zwischen dem aktuellen Wert einer Kennzahl und dem Median im Konzept Operativer Index des relevanten Peer Universums dieser Kennzahl. Das Operative Alpha ist damit das operative Gegenstück zum Alphafaktor: Es ist ein operativer Indikator auf Basis von Kennzahlen für die relative Rendite des Anlegers auf dem Marktwert des Unternehmens.

## Beispiel
Die Abbildung unten weist das Operative Alpha aus. Das Operative Alpha der Kennzahl EBIT-Marge (EBIT/Umsatz) ist als blauer Pfeil ausgehend vom Median der EBIT-Marge der Vergleichsunternehmen eingetragen (in der Graphik als blaue Linie eingetragen und auch als Operativer Index bezeichnet). Die Operative Alpha der EBIT Marge des Unternehmens beträgt im Beispiel 0,8 %, 0,9 %, 2,0 %, 0,3 %, −1,2 %, 1,3 %. Neben dem Median der Vergleichsunternehmen (blaue Linie) sind in der Graphik auch die erste und dritte Quartilsgrenzen (Grenzen der blauen Schatten) eingetragen. In den blauen Flächen befinden sich also die EBIT-Margen von 50 % aller Vergleichsunternehmen.

## Einbindung in der Werttheorie (wertorientierte Führung)
Weil für die Definition des Peer-Universums die Perspektive eines Investors eingenommen wird (siehe indexierte operative Leistungsmessung), ist das Operative Alpha ein Indikator für das Investoren Alpha (zum Beispiel des Jensen-Alphas), also die Differenz zwischen der Aktienrendite des Unternehmens und der Durchschnittsrendite eines Vergleichindizes.
Die beste empirische Bewertungsvorhersage für das Investoren Alpha ist vom Operativen Alpha des Economic Value Added (Operatives EVA Alpha) oder vom Operativen Alpha des Nettogewinns (Operatives Nettogewinn Alpha) zu erwarten, weil diese Kennzahlen in der Bewertungstheorie langfristig den Unternehmenswert bestimmen. Gute Resultate sind auch vom Operativen Alpha des Umsatzwachstums, der EBIT Marge und der Umschläge des investierten Kapitals zu erwarten, da die entsprechenden Marktmultiples (Sales Multiple, P/E Ratio, Price-to-Book Ratio) für die empirische Unternehmensbewertung von zentraler Bedeutung sind.

## Bonusziele auf Basis des Operativen Alphas
Aus diesem Grunde wird empfohlen, Bonusziele auf dem Operativen Alpha aufzubauen um Konjunktureinflüsse in der Leistungsbeurteilung zu minimieren (siehe leistungsorientierte Vergütung). Ein Beispiel indexierter Bonusziele ist der Bonusindex, der vom Zürcher Finanzforschungsunternehmen Obermatt das Operative Alpha jährlich für die deutschen HDAX-Unternehmen und die Schweizer SMI- und SPI-Unternehmen publiziert wird.